# 北彭布羅克 (麻薩諸塞州)
北彭布羅克（英語：North Pembroke）是位於美國麻薩諸塞州普利茅斯縣的一個普查規定居民點。

## 人口
根據2020年美國人口普查的數據，北彭布羅克的面積為11.59平方千米，當中陸地面積為11.59平方千米，而水域面積為0.00平方千米。當地共有人口3490人，而人口密度為每平方千米301.12人。